# Roodkraag-zaagpootspinnendoder
De roodkraag-zaagpootspinnendoder (Priocnemis schioedtei) is een vliesvleugelig insect uit de familie van de spinnendoders (Pompilidae). De wetenschappelijke naam van de soort is voor het eerst geldig gepubliceerd in 1927 door Haupt.